# Quintin Hogg
Quintin McGarel Hogg, 2. wicehrabia Hailsham (ur. 9 października 1907 w Londynie, zm. 12 października 2001 tamże) – brytyjski arystokrata, prawnik i polityk, członek Partii Konserwatywnej, minister w rządach Anthony’ego Edena, Harolda Macmillana, Aleca Douglasa-Home’a, Edwarda Heatha i Margaret Thatcher.

## Życiorys

### Wczesne lata życia
Był synem Douglasa Hogga, 1. wicehrabiego Hailsham, Lorda Kanclerza w gabinecie Stanleya Baldwina. Wykształcenie odebrał w Eton College i w Christ Church na Uniwersytecie Oksfordzkim. Po studiach poświęcił się karierze akademickiej. W 1931 został członkiem All Souls College. Początkowo wykładał nauki klasyczne (dotyczącego starożytności). Później jednak ukończył fakultet prawniczy i w 1932 został powołany do Lincoln’s Inn.
W 1938 został wybrany kandydatem Partii Konserwatywnej w wyborach uzupełniających w okręgu Oxford. Dzięki zwycięstwu w tych wyborach zasiadł w ławach Izby Gmin. W maju 1940 r. poparł Winstona Churchilla na stanowisku premiera. Przez krótki czas walczył na froncie afrykańskim jako dowódca plutonu Brygady Strzelców. W sierpniu 1941 został ranny w kolano, co omal nie kosztowało go utratę prawej nogi. Po tym wydarzeniu wycofano go ze służby czynnej. Hogg służył w sztabie generała Henry’ego Wilsona zanim odszedł z armii w stopniu majora. W 1945 został podsekretarzem stanu w Ministerstwie Lotnictwa w gabinecie dozorującym Winstona Churchilla.

### Kariera polityczna
Po śmierci ojca w 1950 Hogg odziedziczył tytuł 2. wicehrabiego Hailsham i zasiadł w Izbie Lordów. W tym czasie nad karierę polityczną przedkładał karierę w korporacji adwokackiej. Z tego powodu nie otrzymał żadnego stanowiska po powrocie konserwatystów do władzy w 1951. Dopiero w 1956 Anthony Eden powierzył mu stanowisko pierwszego lorda Admiralicji. Kiedy premierem został Macmillan (1957) Hailsham został ministrem edukacji. W latach 1957–1959 był przewodniczącym Partii Konserwatywnej i Lordem Przewodniczącym Rady. W 1959 został Lordem Tajnej Pieczęci. W 1960 został ponownie Lordem Przewodniczącym Rady oraz przewodniczącym Izby Lordów.
Rezygnacja Macmillana ze stanowiska premiera w 1963 sprawiła, że Hailsham stał się jednym z kandydatów na jego następcę. Jednak aby został liderem partii oraz premierem należało być członkiem Izby Gmin. Hailsham planował wykorzystać niedawno uchwalony Peerage Act aby zrezygnować z tytułu parowskiego i wystartować w wyborach do Izby Gmin. Jednak styl prowadzenia przez niego agitacji (prezentowanie publicznie nowo narodzonego dziecka, czy też rozdawanie odznak z literą „Q”) nie zyskał uznania wśród członków partii i nowym premierem został ostatecznie innych członek Izby Lordów, Alec Douglas-Home, który zrezygnował z tytuł hrabiego Home. Hailsham również zrezygnował ze swojego tytułu i wygrał wybory uzupełniające w okręgu St Marylebone.
Za czasów Douglasa-Home Hogg utracił stanowisko przewodniczącego Izby Lordów. Pozostał jednak Lordem Przewodniczącym Rady oraz młodszym ministrem ds. sportu (urząd ten utworzono w 1962 i Hogg był jego pierwszą osobą na tym stanowisku). W 1964 został ministrem edukacji i nauki. Stanowisko to utrzymał tylko przez kilka miesięcy, gdyż w rozpisanych na ten rok wyborach zwyciężyła Partia Pracy.

### Lord Kanclerz
Hogg sprawował różne stanowiska w konserwatywnych gabinetach cieni Douglasa-Home’a i Edwarda Heatha. Po powrocie konserwatystów do władzy w 1970 został mianowany Lordem Kanclerzem. Ponieważ to stanowisko mogło być piastowane tylko przez członka Izby Lordów Hogg zrezygnował z miejsca w Izbie Gmin i został kreowany parem dożywotnim jako „baron Hailsham of St Marylebone”. Był pierwszą osobą, która po rezygnacji z tytułu parowskiego powróciła do izby wyższej jako par dożywotni.
Po porażce Partii Konserwatywnej w wyborach 1974 lord Hailsham ogłosił wycofanie się z polityki. Jednak po śmierci swojej żony Mary w wypadku podczas jazdy konnej w Sydney w 1978 zdecydował się na powrót na scenę polityczną. Rok później konserwatyści wygrali wybory i premier Margaret Thatcher powierzyła Hailshamowi stanowisko Lorda Kanclerza. Hailsham był nim do 1987, kiedy ostatecznie wycofał się z polityki.
Lord Hailsham został w 1975 odznaczony Orderem Kawalerów Honorowych. W 1988 został kawalerem Orderu Podwiązki. Zmarł w 2001. Tytuł wicehrabiego Hailsham odziedziczył jego najstarszy syn, Douglas.

### Rodzina
Jego pierwszą żoną była Natalie Sullivan. Małżeństwo to zostało zwarte w 1931 i zakończyło się rozwodem w 1943 z powodu romansu żony z szefem sztabu generała de Gaulle’a, François Couletem. Hogg poślubił następnie Mary Evelyn Martin w 1944. Mary zginęła w 1978 w wypadku podczas jazy konnej. W 1986 Hogg poślubił swoją trzecią żonę, Deirdre Margaret Shannon Aft, która zmarła w grudniu 1998.
Ze związku z Mary Evelyn Martin Hogg narodziło się dwóch synów i trzy córki:
- Douglas Martin Hogg (ur. 5 lutego 1945), 3. wicehrabia Hailsham
- Mary Claire Hogg (ur. 15 stycznia 1947), dama Orderu Imperium Brytyjskiego
- Frances Evelyn Hogg (ur. 11 listopada 1949)
- James Richard Martin Hogg (ur. 1951)
- Katherine Amelia Hogg (ur. 18 października 1962)

## Publikacje
- The Purpose of Parliament, 1946
- The Case for Conservatism, Penquin Books, 1947
- Science and Politics, 1963
- The Door Wherein I Went, Collins, Londyn, 1975 – autobiografia
- A Sparrow's Flight: Memoirs, Harper Collins, Londyn, 1990 – autobiografia

## Tytuły od narodzin do śmierci
- 1907–1929 Quintin Hogg, Esq
- 1929–1938 Czcigodny Quintin Hogg, Esq
- 1938–1950 Czcigodny Quintin Hogg, MP
- 1950–1953 Wielce Czcigodny wicehrabia Hailsham
- 1953–1956 Wielce Czcigodny wicehrabia Hailsham, QC
- 1956–1963 Wielce Czcigodny wicehrabia Hailsham, PC, QC
- 1963–1970 Wielce Czcigodny Quintim Hogg, PC, QC, MP
- 1970–1975 Wielce Czcigodny lord Hailsham of St Marylebone, PC, QC
- 1975–1988 Wielce Czcigodny lord Hailsham of St Marylebone, CH, PC, QC
- 1988–2001 Wielce Czcigodny lord Hailsham of St Marylebone, KG, CH, PC, QC